# Happy (пісня Фаррелла Вільямса)
«Happy» (укр. «Щасливий») — пісня американського співака та продюсера Фаррелла Вільямса до кінофільму 2013 року Нікчемний Я 2. 3 березня 2014 року випущена як ведучий сингл другого студійного альбому Вільямса Girl. 16 грудня 2013 року композиція перевидана підрозділом Sony Music по ексклюзивній ліцензії на Columbia Records. Композицію номінована на премію Академії кінематографічних мистецтв і наук «Оскар» в категорії «Найкраща пісня до фільму» 2014 року, а кліп на пісню — на найкраще чоловіче відео та відео 2014 року MTV Video Music Awards. Пісня також здобула премію «Греммі» за найкраще музичне відео на 57-му щорічному нагородженні, та була першим номером Billboard у 2014 році. За підсумками продажів, композиція з 13900000 реалізованими копіями є комерційно найуспішнішою 2014 року.